# Stibarosterna serrata
Stibarosterna serrata är en insektsart som beskrevs av Boris Petrovich Uvarov 1953. Stibarosterna serrata ingår i släktet Stibarosterna och familjen Pyrgomorphidae. Inga underarter finns listade i Catalogue of Life.